# Stefan Ortega
Stefan Ortega Moreno, född 6 november 1992 i Hofgeismar, Tyskland, är en tysk fotbollsspelare som spelar för Manchester City i Premier League.

## Klubblagskarriär
Ortega började sin fotbollskarriär i TSV Jahn Calden innan han gick över till KSV Baunatal och sedan till KSV Hessen Kassel. 2007 flyttade han till Arminia Bielefeld och blev en del av deras ungdomsakademi. Säsongen 2010/11 hade han sex framträdanden för B-laget som spelade i Regionalliga West (fjärde divisionen). Ett år senare blev han uppflyttad till A-laget och han gjorde sin seniordebut för Arminia den 1 oktober 2011 mot 1. FC Heidenheim då han ersatte den skadade Patrick Platins. Efter en dålig prestation mot rivalerna Preußen Münster, förlorade Ortega sin plats som förstamålvakt ännu en gång till Platins. Trots det var Ortega en del av Arminia-truppen som nådde uppflyttning till 2. Bundesliga i slutet av säsongen 2012/13. Kort där efteråt skrev han på ett nytt tvåårskontrakt med klubben.
I juni 2014 skrev Ortega på för TSV 1860 München på en fri transfer. Han gjorde sin debut för klubben i den första omgången av DFB-Pokal 2014/15 när man vann med 2–1 över Holstein Kiel. Efter att målvakten Gábor Király köptes av den engelska klubben Fulham i augusti 2014 etablerade sig Ortega som förstamålvakt.
1860 München degraderades i slutet av säsongen 2016/17, vilket ledde till att Ortega lämnade klubben och flyttade tillbaka till Arminia på ett treårskontrakt och efterträdde den avgående målvakten Wolfgang Hesl. I januari 2020 förlängde Ortega sitt kontrakt till juni 2022 efter stort intresse från Bundesligaklubben Bayer 04 Leverkusen. Med Arminia Bielefeld flyttades Ortega upp till Bundesliga 2020. Vid sin första säsong i Bundesliga säkrade klubben en 15:e plats och undvek nedflyttning efter en 2–0-vinst i bortamatchen mot VfB Stuttgart under den sista omgången. Den tyska fotbollstidningen "Kicker" rankade Ortega som den näst bästa målvakten i ligan efter sina presentationerna under säsongen. Arminia Bielefeld degrades emellertid från Bundesliga säsongen därpå.
I juli 2022 skrev Ortega på för Premier League och dåvarande ligamästarna Manchester City.